# 交響曲第2番 (ヴァイル)
クルト・ヴァイルの交響曲第2番は1934年に完成・初演された交響曲。演奏時間はおよそ25分。ただし、商業録音の多くはこれよりやや長い演奏時間となっている。

## 作曲の経緯

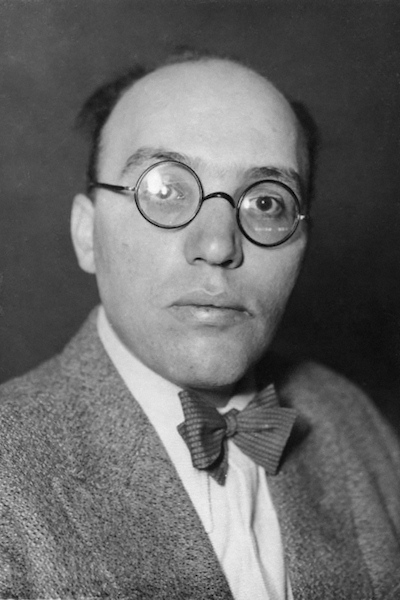
クルト・ヴァイル(1932年)

1932年12月にパリのサル・ガヴォーでヴァイルの『小マハゴニー』及び『承諾者』が上演され、上演した演奏会組織「ラ・セレナーデ」の招きでヴァイルもパリへ赴いた。「ラ・セレナーデ」は当時の著名なパトロンであるエドモン・ド・ポリニャック公妃から財政的支援を受けていたが、この時、ヴァイルは彼女と面識を持ち、本作の委嘱を受けたと思われる。ヴァイルは早速仕事に取り掛かり、1933年1月の段階で第1楽章をベルリンで完成していた。しかし、同月末、ヒトラー内閣が成立し、ユダヤ人でありベルトルト・ブレヒトなど左派と組んで仕事をする機会の多かったヴァイルに対するナチスからの攻撃は一段と強まった。友人経由で自身の逮捕情報がもたらされるに至り、ヴァイルは亡命を決意する。友人の車に同乗させてもらい、ルクセンブルク経由でフランス国境まで行き、ドイツで全権委任法が制定された3月23日当日にスーツケース一つでパリに到着した。この亡命により本作の作曲は中断し、加えてバレエ『七つの大罪(en:The Seven Deadly Sins (ballet chanté))』など他の作品の上演や作曲も重なったため、結局、第3楽章が完成したのは一年後の1934年2月、パリ郊外ルーヴシエンヌにおいてであった。完成後、ポリニャック公妃に献呈されている。

## 初演

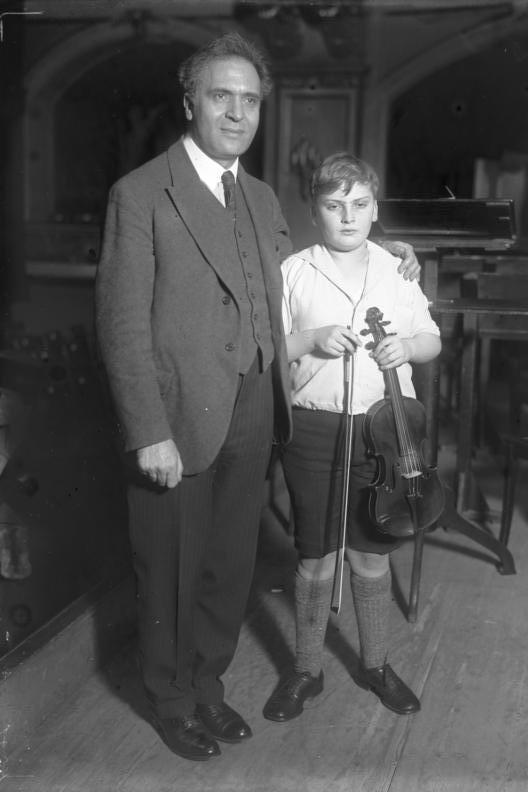
ブルーノ・ワルターとユーディ・メニューイン(1929年)

1934年10月11日に、オランダのアムステルダムにおいて、ブルーノ・ワルターが指揮するアムステルダム・コンセルトヘボウ管弦楽団により初演された(この演奏会では、本作の他にプロコフィエフの『ピアノ協奏曲第3番』(ピアノ独奏はプロコフィエフ自身)、ブラームスの『交響曲第4番』が演奏された)。
初演に尽力したのは、ヴァイルのかつての弟子で指揮者のモーリス・アブラヴァネルで、チューリッヒでワルターと会った際、未だ初演の機会が与えられていなかったヴァイルの交響曲について語ったところ、ワルターが興味を持ち、秋にアムステルダムで初演を行うという話がまとまったという。
ヴァイルはフェルッチョ・ブゾーニの下で修業していた1921年に『交響曲第1番』を作曲していたが、未発表のままであり、亡命の際の混乱で楽譜も失われたと考えられていた。このため、本作はヴァイル初の交響曲として発表された。ワルターは「何かロマンティックで描写的な標題を付ける」よう要望したが、ヴァイルは断り、「あえて付ければ『交響的幻想曲』だと返答した」。結局、初演のプログラムには『交響的幻想曲』と記されることになった。クルト・ヴァイル財団公式サイトが本作紹介ページのタイトルを「Fantaisie symphonique(Symphony No. 2)」としているのはこのためと思われる。ワルターはオーケストレーションにも要望を出し、打楽器が増強された版も作られたが、この改変をヴァイルは喜ばず、初演は元のままのオーケストレーションにより行われた。
初演は聴衆には好評だったものの、批評家の多くは「呈示部の主題が展開せずに、展開部では別のテーマが出てくる」異形の交響曲に拒否反応を示した。1935年1月にヴァイルがアブラヴァネルに宛てた手紙には、「聴衆には大受け、批評では壊滅的(「ありきたりの」、「空疎な」、「ビアホールのベートーヴェン」など)な評価だ」とある。
アムステルダムでの初演の後も、ワルターはロッテルダムやデン・ハーグで演奏し、12月にはニューヨーク(この時のプログラムでは『3つの夜の情景 - 交響的幻想曲』(″Three Night Scenes″:A Symphonic Fantasy)と記載された)、1937年にはウィーンでも本作を取り上げた。パリでは1935年4月にデジレ＝エミール・アンゲルブレシュトが指揮している。パリやウィーンでは「好評を博し」「比較的好意的に迎えられた」らしい。しかし、ヴァイルは本作を最後に純粋な器楽作品を書くことなく、以降は舞台作品に注力したまま、その生涯を終えている。

## 楽器編成
フルート2(ピッコロ持ち替え)、オーボエ2、クラリネット2、ファゴット2、ホルン2、トランペット2、トロンボーン2、ティンパニ、弦五部。
ワルターの要望により作られた版ではトライアングル、シンバル、ゴング、スネアドラム、テナードラム、バスドラムが追加された。

## 構成
3楽章から成る。
第1楽章 Sostenuto - Allegro molto
ソナタ形式。ソステヌート、4分の4拍子の導入部ではトランペットで葬送行進曲風の主題が奏される。この主題は本楽章だけでなく、後に続く2つの楽章にも形を変えて登場する。4分の3拍子、アレグロ・モルトの主部に入ると、まず、弦の細かい動きと共に不安を煽り立てるような緊迫した第1主題が登場、続いてこれもどこか不安感を感じさせるが流麗な第2主題が弦楽器で奏される。やや舞曲調となって締め括られた後、第1主題が登場、しばらく推移するが、今度はクラリネット、続いてフルートで奏される新しい別の主題が登場し、展開される。再現部は第1主題、第2主題の順で現れるが、その後、特徴的な弦楽器の動きに乗って、導入部のトランペット主題が変形された形で奏される。コーダに入り激しい動きが続くが、最後はいささか唐突な感じで終わる。
第2楽章 Largo
ソナタ形式。4分の4拍子。亡命中のヴァイルの心境を表現した楽章とする見方がある。冒頭、付点音符が特徴的な葬送行進曲風の第1主題が執拗に繰り返される。この主題をフルートに残したまま、独奏チェロにより悲痛なメロディが奏された後、第1楽章のトランペット主題から派生した第2主題がトロンボーン、弦楽器の順で現れ、次第に盛り上がる。次にファゴットとトランペットに三連符から始まる新たな主題が登場し、繰り返されるうちに第1主題と組み合わされて展開していく。その後、弦楽器を主とする推移部分を経て、低音弦楽器に第2主題が再現され、楽器を変え装飾を交えながら繰り返される。最後は再び第1主題が奏され静かに終わる。
第3楽章 Allegro vivace – Alla Marcia - Presto
ロンド形式。4分の2拍子。短い導入部の後、落ち着かない無窮動風のロンド主題(A)がオーボエとクラリネットで奏される。同じような動き(B)がフルートに受け継がれた後、(A)が戻ってくるが、すぐにこれまでとは性格を異にする力強い楽想(C)にとって代わられ、しばらく推移する。次にどこかモーツァルトのトルコ行進曲を思わせるようなおどけた感じの楽想(D)が現れ(B)を交えながら展開する。(A)(C)が戻った後、弦楽器を使わない「行進曲風に」の指示がある管楽器とティンパニだけで奏される部分(E)に入る。この部分は「いかにもヴァイル好みの」、「ヴァイルの個性を最もはっきり示すところ」と評されている。(A)(B)が再現された後、コーダに入る。プレストのコーダはタランテラ(あるいはサルタレロ)風の弾むようなリズムの主題(F)により一気呵成に突き進んで終わる。